# Mentzelia isolata
Mentzelia isolata är en brännreveväxtart som beskrevs av Howard Scott Gentry. Mentzelia isolata ingår i släktet Mentzelia och familjen brännreveväxter. Inga underarter finns listade i Catalogue of Life.